# Acalolepta laevifrons
Acalolepta laevifrons es una especie de escarabajo longicornio del género Acalolepta, tribu Monochamini, subfamilia Lamiinae. Fue descrita científicamente por Aurivillius en 1924.
Se distribuye por Indonesia y Filipinas. Mide aproximadamente 18-23 milímetros de longitud. El período de vuelo de esta especie ocurre en todos los meses del año.